# Леит
Леит (др.-греч. Λήιτος) — персонаж древнегреческой мифологии. Впервые упомянут в «Илиаде» Гомера в качестве одного из военачальников беотийцев во время Троянской войны. В более поздних источниках Леиту приписали происхождение из зубов дракона, которые посеял Кадм, участие в походе аргонавтов за золотым руном в Колхиду.

## Происхождение. До Троянской войны
В античных источниках существует несколько версий о происхождении Леита. Наиболее ранняя, представленная в трагедии Еврипида «Ифигения в Авлиде», связывает его с мифом о родившихся из посеянных Кадмом зубов дракона спартах. Диодор Сицилийский возводит происхождение Леита к Беоту — эпониму беотийцев. Согласно данному автору Леит был сыном Электриона, внуком Итона и правнуком Беота. Псевдо-Гигин назвал его беотийцем, сыном Лакрита и Клеобулы, а Псевдо-Аполлодор — сыном царя Аргоса Алектора.
Согласно Псевдо-Аполлодору присоединился к Ясону и другим героям, которые отправились на корабле «Арго» в Колхиду за золотым руном. Согласно тому же автору Леит был одним из нескольких десятков женихов Елены. Приёмный отец невесты спартанский царь Тиндарей оказался перед сложным выбором. Из множества знаменитых воинов, царей, сыновей богов он мог получить одного друга, ставшего мужем Елены, и несколько десятков рассерженных врагов. По совету Одиссея Тиндарей обязал всех женихов дать клятву признать будущего мужа Елены и, что главное, прийти ему на помощь в случае опасности и обиды. В итоге супругом Елены стал Менелай, но Леит оказался связанным на всю жизнь данной Тиндарею клятвой. Когда через десять лет троянский царевич Парис при содействии Афродиты похитил Елену, Леит со своим войском был вынужден влиться в армию ахейцев, отправившуюся к стенам Трои.

## Троянская война
Впервые упомянут в «Илиаде» Гомера в числе пяти воевод беотийцев, которые на пятидесяти кораблях отправились к Трое. Описанием беотийских войск, городов откуда они прибыли, а также военачальников начинается раздел «Илиады» «Каталог кораблей», в котором перечисляются отряды греческого войска. Беотийцы расположены в голове левого фланга. При анализе фрагмента историки отмечают несоответствие текста Гомера и традиции классического периода. В «Илиаде» беотийцы прибыли из городов Беотии, в то время как историк V века до н. э. Фукидид считал, что потомки Беота беотийцы прибыли в Центральную Грецию из Эолиды через 60 лет после окончания Троянской войны. Также историки обращают внимание на несоответствие тщательного описания Беотии, её военачальников и воинов, тому, что они практически не участвуют в битвах. Возможно, у Леита и других воевод был некий верховный командир, которого по каким-то причинам устранили на этапе приспособления «Каталога кораблей» к «Илиаде», либо в ходе изменения самой «Илиады». В другой вариации мифа Леит привёл под Трою двенадцать кораблей. В «Илиаде» каждый известный герой имеет собственную аристию — описание особой храбрости в единоборстве на поле битвы. Описание убийства Леитом троянского воина Филака могут рассматривать как небольшую аристию. Псевдо-Гигин приписал Леиту 20 убитых троянских воинов без указания имён. Был ранен в бою Гектором.
Древнегреческий писатель II века Павсаний назвал Леита единственным вождём беотийцев, который вернулся домой из-под Трои. Он описал памятник героя в Платеях, а также могилу другого вождя беотийцев Троянской войны Аркесилая. По преданию, Леит привёз и захоронил останки Аркесилая на берегу реки Геркина возле беотийского города Лебадия.